# ミコアイサ
ミコアイサ（巫女秋沙、Mergellus albellus）は、カモ目カモ科ミコアイサ属に分類される鳥類。本種のみでミコアイサ属を成す。

## 分布
ユーラシア大陸亜寒帯のタイガで繁殖し、冬季になるとヨーロッパ、黒海、カスピ海、インド北部、中華人民共和国東部などへ南下し越冬する。日本では冬季に九州以北に越冬のため飛来し（冬鳥）、北海道では少数が繁殖する。

## 形態
全長38-44センチメートル。翼長オス19.2-20.5センチメートル、メス17.8-18.6センチメートル。翼開張55-69センチメートル。体重0.7-0.9キログラム。アイサ属最小種。次列風切の先端は白い。
嘴は短い。嘴の色彩は灰色。
繁殖期のオスは全身の羽衣が白い。和名ミコはオスの羽衣が巫女の白装束のように見えることに由来する。眼の周囲や後頭には黒い斑紋が入り、胸部側面には2本の黒い筋模様が入る。背の羽衣は黒い。非繁殖期のオスやメスは頭部から後頸にかけての羽衣が褐色、喉から頸部側面にかけての羽衣が白い。

## 分類
アイサ族内でも胸骨などの内部形態はホオジロガモ属に類似する。またホオジロガモと種間交雑することも多い。

## 生態
湖沼、河川などに生息する。
食性は動物食傾向の強い雑食で、主に魚類を食べるが、カエル、昆虫、甲殻類、植物の葉、根、種子なども食べる。
繁殖形態は卵生。樹洞に巣を作り、5-7月に7-9個の卵を産む。抱卵期間は26-28日。生後2年で性成熟する。

## 画像

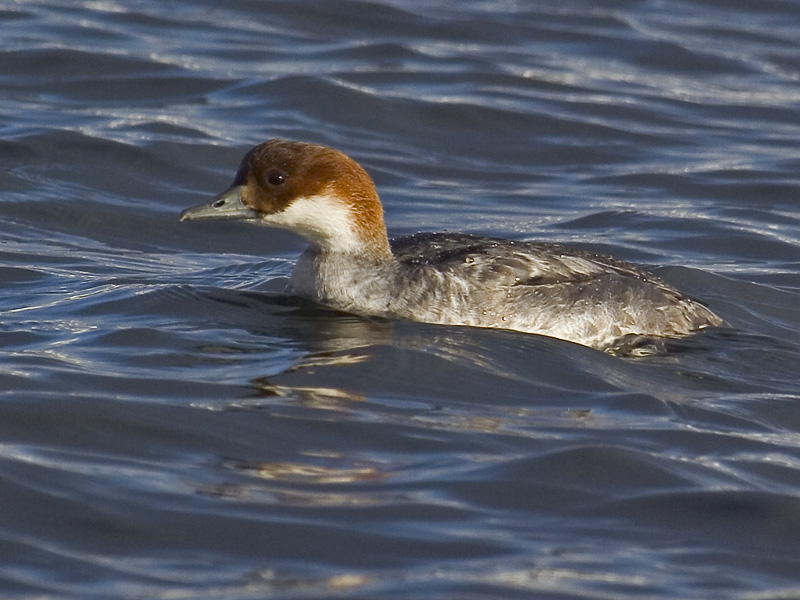
メス
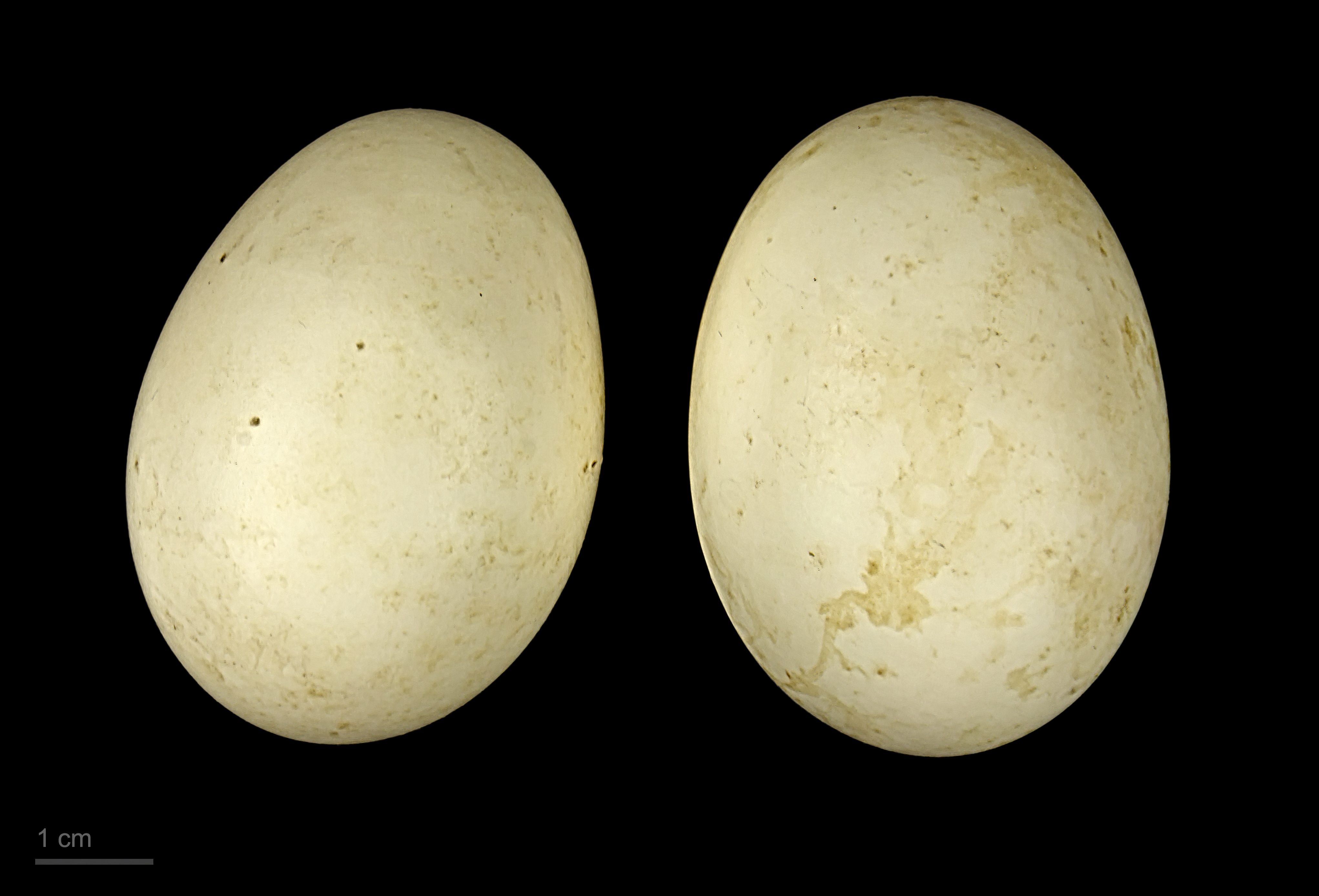
Museum specimen